# Кривопорозька ГЕС
Кривопорозька ГЕС — гідроелектростанція у Карелії. Знаходячись між Білопорозькою ГЕС (вище по течії) та Підужемською ГЕС (48 МВт), входить до складу каскаду на річці Кем, яка впадає до протоки Західна Соловецька Салма (Біле море).
У межах проєкту річку перекрили земляною греблею висотою 31 метр та довжиною 1275 метрів, у яку інтегрована бетонна водопропускна секція довжиною 61 метр. Ця споруда утримує витягнуте по долині Кемі на 27 км водосховище з площею поверхні 69,9 км2 та об'ємом 566 млн м3 (корисний об'єм 67 млн м3).
Пригреблевий машинний зал обладнали чотирма турбінами типу Каплан потужністю по 45 МВт. Вони використовують напір у 26 метрів та забезпечують виробництво 479 млн кВт·год електроенергії на рік.
Відпрацьована вода повертається у річку по відвідному каналу довжиною 0,7 км.
Видача продукції відбувається по ЛЕП, розрахованій на роботу під напругою 220 кВ.